# كونفدرالية سيخية
الكونفدرالية السيخية (بالأردية: سکھ مثل، بالإنجليزية: Sikh Confederacy، بالفارسية: مثل (سیک)): هي كونفدرالية كانت تضم اثنتي عشرة ولاية سيخية ذات سيادة (تُعرف كل واحدة منها باسم مِثْل (بالإنجليزية: Misl) أي "متساوية"؛ وتُكتب أحيانًا مثال (بالإنجليزية: Misal) والتي نشأت خلال القرن الثامن عشر في منطقة البنجاب في الجزء الشمالي الغربي من شبه القارة الهندية، ويُستشهد بها كأحد أسباب إضعاف سلطنة مغول الهند قبل غزو نادر شاه (1738-1740).